# Электромобиль
Электромобиль — транспортное средство, приводимое в движение исключительно электрическим двигателем и заряжаемое с помощью внешнего источника электроэнергии.
Электромобили относятся к заряжаемым автомобилям и являются одним из видов электротранспорта.

## Текущее состояние рынка электромобилей
В январе 2025 года мировые продажи электромобилей составили 1,26 млн шт. (18 % рост по сравнению с январём 2024 года).
По итогам 2024 года и первой половины 2025-го крупнейшими автопроизводителями электромобилей в мире являлись BYD, Tesla, Geely, SAIC и VW.
В первом квартале 2025 года в России было продано 1854 электромобиля, что составляет менее 1 % от проданных новых машин и было на 69 % ниже продаж первого квартала 2024 года. Статистика за первое полугодие 2025-го года показывает сопоставимые цифры.

## Сравнение с другими транспортными средствами

### Сравнение с автомобилями, оснащёнными двигателем внутреннего сгорания
Стоимость: по состоянию на 2025 год общая стоимость владения электромобилями в мире была сопоставима с автомобилями с двигателями внутреннего сгорания (ДВС). За счёт стоимости аккумуляторной батареи электромобили отличаются более высокой стоимостью по сравнению с автомобилями с ДВС, но зато отличаются более низкими транспортными расходами и расходами на обслуживание.
Запас хода: большинство автомобилей с ДВС проезжают больше на полном баке, чем электромобили на полной батарее. Чем меньше скорость движения, тем выше преимущество электромобилей: при стоянии на месте в пробке электромобиль потребляет энергию только на работу приборов при неработающем двигателе, в то время как ДВС в автомобилях работает непрерывно. При торможениях электромобиль вырабатывает энергию с помощью рекуперации. И наоборот, при быстром движении на трассе ДВС обладает высокой эффективностью и увеличенный расход топлива на лобовое сопротивление не столь заметен, как в случае электромобилей.
Экологическая нагрузка: выше при производстве электромобилей, по сравлению с автомобилями с ДВС, но ниже при эксплуатации в зависимости от используемых материалов и технологий при производстве электромобилей и экологичности источника электроэнергии при использовании. По некоторым данным, уже с пробегом выше 17 тысяч километров электромобили становятся экологичнее. По другим данным, с 30-80 тысяч километров использования, электромобили становятся экологичнее машин с ДВС. 
Вес: Электромобили тяжелее машин с ДВС из-за тяжёлой тяговой батареи. В 2023 году средний вес электомобилей превышал 2300 кг, в то время как средний вес машины с ДВС в Великобритании был 1500 кг, а в США — 1800 кг. За счёт более тяжёлого веса у электромобилей могут быть более высокие выбросы микро пылевых частиц шин и тормозных колодок. Шины в электромобилях изнашиваются быстрее, с другой стороны, электромобиль даёт возможность редко пользоваться тормозами за счёт торможения двигателем.
Распределение массы, ведущие колёса и устойчивость: в отличие от машин с тяжёлым ДВС, расположенным в капоте, у электромобиля за счёт тяжёлой тяговой батареи масса распределена более равномерно, а центр масс располагается ближе к центру и ниже. Такое расположение способствует устойчивости автомобиля. Благодаря этому, большинство электромобилей выпускаются заднеприводными, а не переднеприводными, как машины с ДВС. Тем не менее, существует альтернативное мнение, что комбинация тяжёлого двигателя ДВС впереди и ведущих первых колёс обеспечивает лучший контроль движения автомобиля с ДВС, чем электромобиля, но статистики, подтверждающей верность этого утверждения, нет.
КПД двигателей: тяговые электродвигатели имеют КПД до 90—95 %, по сравнению с 22—42 % у ДВС, что в долгосрочной перспективе должно способствовать массовому переходу на этот тип двигателя для движения автомобилей.

#### Преимущества
- Потребительские свойства: быстрое ускорение, отсутствие следов и запахов бензина и машинных масел, возможность контролировать время и параметры зарядки с помощью приложений. Некоторые потребители ценят возможность заряжать электромобиль самостоятельно (дом, дача, работа и др.) без заезда на АЗС. Также некоторые ценят возможность редко пользоваться педалью тормоза (one-pedal driving)[16]. При длительном нахождении в пробках электромобиль не требует включения двигателя для работы кондиционера и поэтому потребляет меньшую часть ресурса для движения, чем автомобили с двигателем внутреннего сгорания[17][18].
- Стоимость эксплуатации: Как правило, стоимость электроэнергии ниже стоимости топлива для ДВС, особенно при использовании ночных тарифов для домохозяйств. Электромобиль может использовать рекуперативное торможение для подзарядки своего электрического аккумулятора[19][20]. В некоторых случаях электромобили имеют небольшое значение лобового сопротивления автомобиля по причине отсутствия радиатора[21]. Некоторые владельцы электромобилей имеют собственные солнечные батареи, что позволяет заряжать электромобиль собственной солнечной генерацией электроэнергии.
- Стоимость обслуживания: отсутствие необходимости иметь в машине и обслуживать ДВС и связанные агрегаты, вкл. коробку переключения скоростей[22] приводит к простоте техобслуживания, большему межсервисному пробегу и относительнай дешевизне плановых ТО и ТР[23]. Электромобиль не использует моторные масла для двигателя внутреннего сгорания.
- Меры государственной поддержки: во многих странах предоставляются льготы и субсидии владельцам электромобилей, включая бесплатные и(или) выделенные парковки, проезд по полосам для общественного транспорта, бесплатный проезд по платным дорогам, бесплатная электроэнергия, пониженные налоги и пр.
- Экологические преимущества: По данным исследований Европейской федерации транспорта и окружающей среды (T&E) на апрель 2020 года, уровень выбросов углекислого газа при эксплуатации электромобилей, вместе с уровнем выбросов вредных веществ при производстве аккумуляторных батарей, в случае с электромобилями на 22 % меньше, чем для дизельных авто и на 28 % меньше, чем для машин использующих бензин[24].
- Уровень шума от электромобилей ниже, чем от машин с ДВС[25].
- Многие электромобили дают возможность использовать их электроэнергию батарей электромобилей как в случае аварий электросети, так и в случае выезда в места, где нет электроэнергии. То есть электромобиль является в таких случаях источником бесперебойного питания.
- Нагрев салона зимой: электромобили нагреваются не за счёт работы двигателя, а отдельными приборами для нагрева, которые, несмотря на высокое потребление электроэнергии (см. ниже Недостатки), быстро повышают температуру в салоне[26].
- Пожароопасность: Согласно многочисленным отчётам, процент возгорания электромобилей ниже, чем в автомобилях с ДВС[27].

#### Недостатки
- Стоимость: Электромобили стоят существенно дороже по сравнению с автомобилями аналогичного класса, оснащёнными ДВС[28]. Высокая стоимость замены и ремонта батареи. Относительно высокая потеря стоимости электромобиля в процессе эксплуатации и при последующей перепродаже, по сравнению с автомобилем оснащённым ДВС[28][29].
- Частота, длительность и неудобства зарядки: электромобили имеют меньший запас хода, чем пробег у современных автомобилей аналогичного класса с ДВС на одном баке топлива. Поэтому заряжать электромобили приходится чаще, чем заправлять машины с ДВС. Значительно меньшее покрытие станциями подзарядки для электромобилей, по сравнению с АЗС для автомобилей, оснащённых ДВС, что в итоге сказывается на степени общей свободы перемещения на каждом из данных типов машин. Зарядные станции могут не работать или быть заняты, в том числе припаркованными автомобилями с ДВС[28][30][31][32]. На подзарядку электромобиля в среднем тратится намного больше времени, чем на заправку топливом автомобиля с ДВС[33][34].
- Ухудшение характеристик зимой: Во время морозов электромобили значительно больше теряют в запасе хода, чем автомобили с ДВС, и их сложнее привести в движение в случае разрядки тяговой батареи[33]. Обогрев салона заметно снижает ресурс тяговой батареи[35]. Подкапотное пространство остаётся холодным и, в отличие от автомобилей с ДВС, где есть тепло от двигателя, летняя стеклоомывающая жидкость остаётся замёрзшей даже при небольшом морозе[36].
- Снижение ёмкости тяговой батареи: За несколько лет электромобиль может потерять несколько десятков километров запаса хода. Автомобиль с двигателем внутреннего сгорания проблем с потерей запаса хода в процессе эксплуатации не имеет[37].
- За счёт большего веса у заряжаемых автомобилей шины изнашиваются быстрее, чем у автомобилей с ДВС[38].

### Сравнение с гибридными автомобилями
Существует большое количество сравнений электромобилей с гибридными автомобилями, включая заряжаемые гибриды. Сторонники гибридов указывают на их универсальность и оптимальные расходы при определённых сценариях использования по сравнению с электромобилями. Противники гибридов отмечают необходимость обслуживания как тяговой батареи, так и двигателя внутреннего сгорания.

## Различные варианты реализации электромобиля
Небольшие электромобили упрощённой конструкции (электрокары, электропогрузчики и т. д.) давно и широко применяются для перевозки грузов на вокзалах, в цехах и больших магазинах, а также как аттракцион. В данном случае все недостатки в виде малого запаса хода и скорости, высокой собственной стоимости батарей и массы, перекрываются преимуществами: отсутствием вредных выхлопов и шума, что принципиально важно для работы в закрытых людных помещениях. Также эксплуатируются прогулочные электробусы открытого типа в местах массового отдыха и посещения природных заповедников.

### Электромобили, оснащённые аккумуляторными батареями
Аккумуляторные электромобили (Battery Electric Vehicle, BEV) являются самым первым и простым видом электромобилей.
Принципиальная схема аккумуляторного электромобиля в общем случае следующая: аккумуляторная батарея через силовую электропроводку и систему регулирования (управления) тягового электродвигателя соединяется с ТЭД, который, в свою очередь, передаёт главной передаче крутящий момент.

### Солнцемобили
Помимо возможности использовать зарядные станции в качестве источника элекроэнергии, существуют экспериментальные электромобили на солнечных батареях, так называемые «солнцемобили»; однако их общей проблемой является то, что батареи не позволяют запасать значительное количество энергии за день.

### Электромобили на топливных элементах
Электромобили, оснащённые топливными элементами (Fuel Cell Electric Vehicle, FCEV), обладают рядом характерных особенностей: масса энергосиловой установки не изменяется при изменении её энергоёмкости, а увеличение запаса хода может быть достигнуто за счёт увеличения массы топлива в топливных баках (как в автомобилях с ДВС).
Таким образом, с одной стороны, топливные элементы (ТЭ) позволяют существенно повысить запас хода электромобиля, но, с другой стороны, топливо для них имеет высокую стоимость, а также может быть токсичным и при переработке в ТЭ выделять в атмосферу вредные вещества.
В электромобилях с воздушно-алюминиевыми электрохимическими генераторами для получения электрического тока используется процесс окисления алюминия в воздушно-алюминиевом топливном элементе.

### Грузовые электромобили
На сегодняшний день существует довольно много различных электрических грузовиков, причём это как электроверсии ранее существовавших дизельных машин, так и полностью самостоятельных конструкций. Примером самостоятельных конструкций являются Tesla Semi, AEOS, а также много других менее известных машин. В 2020 году в Нидерландах начал работать первый электрический мусоровоз DAF CF Electric.

## Перспективы
В 2024—2025 годах эксперты McKinsey отнесли электромобили к одной из революционных технологий, уже начинающих вносить вклад в глобальный экономический рост, а также причислили электромобили к 18 крупнейших арен технологической борьбы в мире. Согласно их прогнозам, к 2030 году в мире будет около 240 млн электромобилей, на зарядку которых потребуется около 3 % мирового потребления электроэнергии.
До конца 2024 года на трёх основных мировых рынках электромобилей — в Китае, странах ЕС и США — активно использовались субсидии и другие механизмы поддержки производства и спроса на электромобили.
Со снижением мер поддержки и введением импортных пошлин на китайские автомобили в США и странах ЕС существуют разные прогнозы скорости перехода рынков на электромобили. Одним из фокусов экспорта из Китая называют заряжаемые гибриды, на которые в 2024 не были наложены пошлины, в отличие от электромобилей.
Эксперты считают, что при цене батареи в $100 за кВт·ч и ниже начинается массовое распространение электромобилей. До тех пор же дорогие батареи не позволяют предложить цену электромобилей, сравнимую с ценой аналогичных автомобилей с двигателем внутреннего сгорания.

### Интеграция дома, электрических сетей и электромобилей
Разрабатываются различные концепции интеграции электромобилей, внешних потребителей электроэнергии, систем накопления электроэнергии, жилых домов и электрических сетей (V2X, vehicle-to-everything).
Промежуточной на пути интеграции технологией является V2L, vehicle-to-load, при которой электромобиль может выступать в качестве источника тока для бытовых электроприборов. Многие современные электромобили снабжены данной технологией. Система V2L также позволяет использовать электромобиль для заряда систем накопления электроэнергии.
Максимальная интеграция называется V2G, vehicle to grid, при которой осуществляется подключение машины в общую электрическую сеть для подзарядки автомобиля, а также возможна выдача электроэнергии обратно в сеть для участия в управлении спросом на электроэнергию.
Попытки передавать энергию от заряжаемых автомобилей в электрическую сеть V2G начинались в 2009 году. В 2024 году в Китае проводились эксперименты с V2G, а также планировалось проводить такие эксперименты по всему Китаю.
Компания Tesla заявляла, что планирует внедрить V2G в 2025 году, однако по состоянию на май 2025 года новой информации о проекте не было.

### Планы автопроизводителей
Планы вывода электромобилей на рынок США регулярно обновляются на соответствующей странице журнала Car & Driver.
На русском языке сайт Китайские автомобили публикует информацию о китайских новинках и планах.
В связи с многочисленными планами и изменениями тарифной политики второй администрации Трампа, планы большинства автопроизводителей в 2025 году были многократно пересмотрены.

#### Планы российских автопроизводителей
По предварительной информации серийное производство электромобиля «Атом» на заводе «Москвич» ожидается в третьем квартале 2025 года.
В декабре 2024 года автозавод «Москвич» подтвердил планы продолжать выпускать электромобиль «Москвич», а Вице-мэр Москвы Ликсутов объявил, что батареи для электромобиля Москвич будут выпускаться в Москве с 2025 или 2026 года.
В феврале 2025 года компания Автотор объявила о планах по расширению производства и продаж электромобиля Амберавто, а компания АвтоВАЗ сообщила о первой продаже электромобиля e-Largus и о планах производить эту машину под заказ для корпоративных клиентов.

## Регулирование электромобилей и правительственные планы

### Шум электромобиля и требования к минимальному уровню шума
Низкий уровень шума электромобилей может создавать проблемы: пешеходы, переходя дорогу, зачастую ориентируются на звук автомобиля и не слышат электромобили так же хорошо, как автомобили с ДВС. Во многих странах введены требования, чтобы электромобили издавали звук при низких скоростях.
В США документ, вводящий такие требования, называется «Minimum Sound Requirements for Hybrid and Electric Vehicles». В декабре 2024 года компания GM объявила отзыв части электромобилей из-за их низкого уровня шума.
Примечательно, что нет требований по минимальному уровню шума для автомобилей с двигателем внутреннего сгорания.

### Россия
Согласно документу «Единый план по достижению национальных целей развития Российской Федерации до 2030 года и на перспективу до 2036 года», утверждённому в 2025 году, «Количество произведённых электромобилей, в том числе последовательных гибридов» в России запланировано следующее (шт):
2025: 11000
2026: 17750
2027: 23500
2028: 28750
2029: 40600
2030: 54250

### Евросоюз
Предусматривается полный перевод всего автопарка Евросоюза на электрическую тягу к 2035 году.

### Исландия
Для компенсации снижающихся налогов от продажи бензина с 2024 года введён налог с каждого километра проезда электромобилей и заряжаемых гибридов. С 2025 года введён налог с километра проезда заряжаемых автомобилей.

### Китай
К 2030 году в Китае запланировано прекратить производство автомобилей с бензиновыми двигателями.

### США
При вступлении в должность в январе 2025 года президент Трамп объявил о прекращении поддержки электромобилей. В первые часы президентства он отменил поставленную ранее администрацией Байдена цель достичь высокой доли электромобилей в США, а также заморозил выдачу субсидий на развитие зарядных станций. 
В конце мая 2025 года в Палате Представителей США был принят законопроект, предусматривающий отмену субсидий в размере 7500 долларов на покупку электромобиля, сделанного в США. Также законопроект предусматривал установление ежегодного налога в размере 250 долларов на электромобиль, как аналог налога на топливо для автомобилей с двигателем внутреннего сгорания. Планы законодателей США также включали в себя установление налога 100 долларов в год на заряжаемые гибриды. В июле 2025 года Президент США подписал закон, включающий в себя отмену с 30 сентября 2025 года субсидии в размере 7500 долларов.
На уровне штатов США, часть из них начали вводить и повышать ежегодные налоги на электромобили для покрытия дефицита бюджетов, вызванного выпадением налогов от продажи топлива. С 2026 года штат Вермонт планирует взимать налог с электромобилей с учётом пробега (наподобие Исландии).

### Норвегия
В 2024 году около 90 % продаваемых в стране автомобилей были электромобилями. Обязывающих планов по 100 % переходу на электромобили нет, но уже в начале 2025 года около 96 % продаваемых транспортных средств были электромобилями. По состоянию на начало 2025 года министерство транспорта Норвегии планирует перейти полностью на электрические автобусы в 2025 году, а к 2030 году иметь около 75 % грузовиков на электрической тяге.

### Швеция
Шведское правительство запланировало к 2030 году полностью прекратить продажу автомобилей с бензиновым двигателем.

### Эфиопия
В начале 2024 года Эфиопия запретила импорт в страну новых автомобилей с двигателем внутреннего сгорания. Причинами запрета являлись высокая доступность электроэнергии от гидроэлектростанций (как в Норвегии), практически отсутствующая добыча нефти и производство бензина, а также экологические планы. Количество электромобилей в 2024 году в Эфиопии составляло около 100 тысяч при общем числе автомобилей 1,2 миллиона.

### Непал
По в 2025 году доля электромобилей достигла 76% среди продаваемых новых автомобилей. Меры государственной поддержки включали низкие таможенные пошлины на заряжаемые автомобили и зарядные станции, субсидированная цена электроэнергии, отсутствие барьеров по установке коммерческих зарядных станций. 

## История
В 1821 году Майкл Фарадей показал, как с помощью электромагнетизма создать непрерывное вращение, что послужило основой для изобретения электропривода.

### XIX век
Электромобиль появился раньше, чем автомобиль на двигателе внутреннего сгорания, и чем сам двигатель внутреннего сгорания. Ещё в 1828 году венгерский изобретатель Аньош Йедлик смастерил передвигающуюся на электрической энергии тележку, больше напоминающую скейтборд, нежели автомобиль. Впрочем, изобретение Йедлика послужило мощным толчком в развитии данного направления инженерии. Первый электромобиль в виде тележки с электромотором был создан в 1841 году.
В 1875 году на железной дороге под Сестрорецком Фёдор Аполлонович Пироцкий впервые запустил электровоз с вагонами.
В 1880 году появился первый электрический трамвай (запустил Вернер фон Сименс используя конструкцию Фёдора Пироцкого) (конка с электротягой).
На Международной электрической выставке 1881 года в Париже электромобиль был представлен публике Густавом Труве.
В 1882 году электромот появился первый троллейбус, изобретён Вернером фон Сименсом.
В 1885 году владелец петербургской мастерской «Сила и свет», инженер-электрик Г. А. Щавинский, сконструировал электромобиль.
В 1899 году в Санкт-Петербурге русский инженер-изобретатель Ипполит Романов создал первый русский электрический омнибус на 17 пассажиров. Его общая компоновка была заимствована у английских кэбов, где извозчик располагался на высоких ко́злах позади пассажиров. Экипаж был двухместным и четырёхколёсным; передние колёса по диаметру были больше задних. На первом электромобиле использовался свинцовый аккумулятор системы Бари, имевший 36 банок (вольтовых столбов). Он требовал подзарядки каждые 60 вёрст (64 км). Суммарная мощность автомобиля составляла 4 лошадиные силы. Разработка экипажа была заимствована у моделей американской фирмы «Моррис-Салом», которая выпускала автомобили с 1898 года. Электромобиль изменял скорость движения в девяти градациях от 1,6 до 37,4 км/ч. Романов также разработал схему городских маршрутов для этих прародителей современных электробусов и получил разрешение на работу. Однако найти нужные инвестиции не смог, поэтому дело не получило развития. До этого Ипполитом был создан электромобиль, получивший прозвище «Кукушка».
Специальный рекордный электромобиль с пулевидным кузовом La Jamais Contente 29 апреля либо 1 мая 1899 года, управляемый гонщиком Камилем Женацци, первым преодолел 100-километровый (62 мили/ч) барьер скорости на суше. Официальный рекорд скорости составил 105,882 км/ч.
Позже известный американский конструктор электромобилей Уолтер Бейкер достиг скорости в 130 км/ч.
Рекорд по дальности пробега на одной зарядке поставил электромобиль фирмы «Борланд Электрик», проехавший 103,8 мили (167 км) от Чикаго до Милуоки. На следующий день (после перезарядки) электромобиль вернулся в Чикаго своим ходом; средняя скорость составила 55 км/ч.

### Первая половина XX века
Изначально запас хода и скорость у электрических и бензиновых экипажей были примерно одинаковыми. Главным минусом электромобилей была сложная система подзарядки. Поскольку тогда ещё не существовало усовершенствованных преобразователей переменного тока в постоянный, зарядка осуществлялась крайне сложным способом. Для подзарядки использовался электромотор, работавший от переменного тока. Он вращал вал генератора, к которому были подсоединены батареи электромобиля. В 1906 году был изобретён сравнительно простой в эксплуатации выпрямитель тока, но это существенно проблему подзарядки не решило.
С 1900 по 1910 год широкое распространение получили электромобили и автомобили с паровой машиной. В то время из всего количества автомобилей США 38 % имели электрические двигатели, 40 % — паровые, 22 % — бензиновые. Значительное распространение в начале века получили и грузовые электромобили, а также электрические омнибусы (электробусы).
Но электричество не выдерживало конкуренции с дешёвым бензином, а с появлением электростартёра, изобретённого Чарльзом Кеттерингом, электромобили, которые развивали скорость не более 32 км/ч и которым к тому же требовалась частая и долгая подзарядка, потеряли своё главное преимущество — лёгкость запуска двигателя; поэтому к 1920 году они перестали пользоваться спросом.
Производство легковых электромобилей в США было прекращено в 1930 году, но в Германии в 1930-е годы грузовые электромобили продолжали достаточно широко использовать, что было связано с тем, что правительство нацистской Германии, желая уменьшить зависимость от импортного нефтяного топлива, проводило политику поддержки применения электромобилей, которая, в частности, проявлялась в льготном налоге на электромобили. Значительная часть электромобилей в Германии использовалась почтовым ведомством.
В 1935 году появился первый советский электромобиль — электромусоровоз «ЛЭТ» (Лаборатория электрической тяги) на базе ЗИС-5. В 1948 году специалистами НАМИ были созданы электромобили «НАМИ-750» (грузоподъёмность 0,5 т) и «НАМИ-751» (грузоподъёмность 1,5 т). Часть из них была собрана на Львовском автобусном заводе. Все они (всего 14 единиц) были отправлены в почтовые службы Москвы и Ленинграда, где проработали до конца 1950-х годов; машины получали питание от железоникелевых батарей и могли проехать на одном заряде до 55—70 км, максимальная скорость составляла 33 км/ч.

### Вторая половина XX века
Возрождение интереса к электромобилям произошло в 1960-е годы из-за экологических проблем автотранспорта, а в 1970-е годы — и из-за резкого роста стоимости топлива в результате энергетических кризисов.
К концу 1960-х годов электромобили стали достаточно широко применяться в Великобритании в сфере доставки продуктов питания (в основном молока и хлеба) на дом. В Великобритании значительная часть населения жила в отдельных домах, и, в отличие от США, распространённость личных легковых автомобилей была не такой большой, что способствовало развитию услуг по доставке продуктов питания на дом. Ограниченный запас хода электромобиля в этой сфере не был существенным недостатком, а стоимость эксплуатации электромобиля получалась на 10—20 % меньше стоимости эксплуатации однотипного автомобиля с двигателем внутреннего сгорания. К концу 1960-х годов такие электромобили составляли в Великобритании более 90 % парка всех электромобилей. Они применялись для развозки на дом не только продуктов питания, но и угля, белья из прачечных и т. д.
В конце 1960-х и начале 1970-х годов был разработан ряд опытных образцов электромобилей с энергосиловыми установками типа «Аккумуляторные батареи — Топливные элементы»:
- В Англии на базе DAF 44 был создан электромобиль со смешанной системой питания от аккумуляторных батарей и от гидрозийно-воздушных ТЭ с удельной мощностью 160 Вт/кг. При разгоне основная нагрузка ложилась на батареи, в остальных режимах — на топливные элементы, подзаряжающие аккумуляторную батарею.
- В США на базе Austin A-40 был изготовлен электромобиль с комбинированной системой, включающей щелочные водородно-воздушные элементы и свинцово-кислотные аккумуляторные батареи. Запас хода достигал 320 км.
- в Болгарии в 1968 году на заводе «Дунав» в городе Видин был изготовлен первый опытный электромобиль ЭЛМО[86]

С 1974 по 1986 год в Амстердаме был возможен прокат электромобилей Witkar.
В СССР 4 декабря 1978 года Ульяновский автомобильный завод выпустил опытно-промышленную партию электромобилей на базе грузовиков УАЗ-451М.
В 1980-е годы были созданы опытные ВАЗ-1801, ВАЗ-2802 и Квант-РАФ.
В 1980 году партию электрокаров, в том числе фургончиков серии «Пони», которые использовались заводской службой быта и почтой города Тольятти, создал АвтоВАЗ.
Однако после 1982 года интерес к электромобилям снова спал. Это было вызвано резким изменением конъюнктуры на нефтяном рынке и слабыми эксплуатационными показателями опытных партий из-за недостатков химических источников энергии.
В 1984 году в Швейцарии, в городе Берн, в качестве эксперимента электромобиль был запущен в качестве городского такси (предполагалось, что эксплуатация машины может привлечь внимание к городу в качестве ещё одной местной туристической достопримечательности).
В начале 1990-х годов штат Калифорния был одним из самых загазованных регионов США. Поэтому Калифорнийским Комитетом Воздушных Ресурсов (CARB) было принято решение — в 1998 году 2 % продаваемых в Калифорнии автомобилей не должны производить выхлопов, а к 2003 году — 10 %.
Компания General Motors отреагировала одной из первых и с 1996 года начала серийный выпуск модели EV1 с электрическим приводом. Некоторые автопроизводители также начали продажи электромобилей в Калифорнии. Основной массой пользователей EV1 стала голливудская богемная публика. Всего с 1997 года в Калифорнии было продано около 5500 электромобилей разных производителей.

### XXI век
Важным этапом в эволюции аккумуляторов для электромобилей стали литий-ионные аккумуляторы, впервые использованные в электромобилях в начале 2000-х годов. Такие аккумуляторы имели более высокую энергетическую плотность, меньший вес и более долгий срок службы. Они быстро стали стандартом и стали  использоваться в большинстве электромобилей.
В связи с ростом цен на нефть, электромобили вновь стали набирать популярность. В репортаже CBS News «Could The Electric Car Save Us?» (англ.) сообщается, что в 2007 году вновь началось развёртывание промышленного производства электромобилей. В связи с этой тенденцией режиссёр фильма «Кто убил электромобиль?» Крис Пейн (Chris Paine) выпустил продолжение под названием «Месть электрокара».
В 2008 году американская автомобильная компания Tesla Motors — начала выпуск спортивного электромобиля Tesla Roadster, не уступавшего по ходовым качествам (динамика разгона и максимальная скорость) обычным автомобилям.
22—23 мая 2010 года, переделанная в электромобиль Daihatsu Mira EV, творение Японского клуба электромобилей, проехала 1003,184 километра на одном заряде аккумулятора.
24 августа 2010 года электромобиль «Venturi Jamais Contente» с литий-ионными аккумуляторами, на солёном озере в штате Юта, установил рекорд скорости 495 км/ч на дистанции в 1 км. Во время заезда автомобиль развивал максимальную скорость 515 км/ч.
27 октября 2010 года электромобиль «lekker Mobil», конвертированный из микровэна Audi A2, совершил рекордный пробег на одной зарядке из Мюнхена в Берлин длиной 605 км в условиях реального движения по дорогам общего пользования, при этом были сохранены и действовали все вспомогательные системы, включая отопление. Электромобиль с электродвигателем мощностью 55 кВт был создан фирмой «lekker Energie» на основе литий-полимерного аккумулятора «Kolibri» фирмы «DBM Energy». В аккумуляторе было запасено 115 кВт·ч, что позволило электромобилю проехать весь маршрут со средней скоростью 90 км/ч (максимальная на отдельных участках маршрута составляла 130 км/ч) и сохранить после финиша 18 % от первоначального заряда. По данным фирмы DBM Energy, электропогрузчик с таким аккумулятором смог непрерывно проработать 32 часа, что в 4 раза больше, чем с обычным аккумулятором. Представитель фирмы «lekker Energie» утверждает, что аккумулятор «Kolibri» способен обеспечить суммарный ресурсный пробег до 500 000 км.
29 ноября 2010 года победителем конкурса «Европейский автомобиль года» впервые объявлен электромобиль модели Nissan Leaf, получивший 257 очков.
В октябре 2011 года в России начал продаваться первый электромобиль — Mitsubishi i-MiEV. За первые три месяца был продан 41 электромобиль.
Министерство энергетики США назвало i-MiEV самым экономичным автомобилем.
Mitsubishi i-MiEV получил «Экологический знак качества» общероссийской общественной экологической организации «Зелёный патруль».
В июне 2013 года с небольшим интервалом гоночными электромобилями ZEOD RC японской компании Nissan и B12/69EV британской компании Drayson Racing Technologies были установлены очередные мировые рекорды скорости среди электромобилей — 300 км/ч и 330 км/ч соответственно.
Экологический скандал Дизельгейт с VW (2015) подтолкнул многих автопроизводителей к производству электромобилей. Активно ведутся разработки электромобилей в Китае.
В январе 2017 года электромобиль Rimac Concept One выиграл дрэг-гонку у одного из самых быстрых бензиновых автомобилей в мире Bugatti Veyron.
По итогам 2021 года мировые продажи электромобилей и подзаряжаемых гибридов выросли, по данным Международного энергетического агентства (IEA), более чем вдвое — с 3,1 до 6,6 млн машин по сравнению с 2020 годом, а рыночная доля выросла соответственно с 4,1 до 8,6 %. При этом аналитики обратили внимание, что попутно существенно повысились цены на важное сырьё для производства тяговых аккумуляторов — литий подорожал за год сразу на 150 %, никель — на 25 %, графит — на 15 %. А при сохранении подобных темпов продаж уже в 2025 году наступит мировой дефицит лития.
В 2022 году глобальные продажи электромобилей выросли почти на 70 %, доля рынка мировых продаж электромобилей впервые составила около 10 %. Доля проданных полностью электрических авто в Европе достигла 11 %, в Китае — 19 % (на долю Китая пришлось 2/3 мировых продаж электромобилей).
За этот год в КНР производство увеличилось на 96,9 %, а продажи на 93,4 %; на конец 2022 года в стране насчитывалось 5,21 млн зарядных колонок для электромобилей (более 2,59 млн из них были построены в этом году).
В ноябре 2024 года в мире было продано более 1,8 млн электромобилей, в основном в Китае, США и странах ЕС. По итогам 2024 года в мире было продано более 17 млн электромобилей и заряжаемых гибридов, показав рост в конце года более 25 % в год.

#### В России
В начале 2000-х годов существовали проекты по созданию электромобилей в России.
Электромобиль ГАЗ 330 21Е «Газель-Электро» предназначен для перевозки грузов в городе. При максимальной скорости 75 км/ч и грузоподъёмности 1000 кг способен без подзарядки проехать 20 км. Работает на аккумуляторной или конденсаторной батареях. В качестве двигателя используется коллекторный электродвигатель постоянного тока ДПТ-45 или асинхронный АЧТ 160 М4.
Электробус «Лужок» предназначен для перевозки тридцати пассажиров с максимальной скоростью 25 км/ч в парковых и выставочных зонах городов. Работает на аккумуляторных или конденсаторных батареях, питающих двигатель постоянного тока ДПТ-45 мощностью 45 кВт. При торможении рекуперирует энергию назад в батареи. На одной зарядке способен проехать 15 км.
По распоряжению мэра Москвы в 2007 году в городе началась опытная эксплуатация электромобилей. Было закуплено 8 малотоннажных грузовиков и 2 автобуса.
30 марта 2007 года в России впервые электромобиль, переоборудованный Игорем Корховым из обычного автомобиля, получил заключение о допуске к участию в дорожном движении и был зарегистрирован в органах ГИБДД.
В 2009 году в Санкт-Петербургском государственном политехническом университете сконструировали первый в России солнечный электромобиль (СЭМ). За ночь его можно зарядить от обычной электророзетки, а днём он питается от солнечных батарей, расположенных на капоте. Скорость СЭМа — 40 км/ч, а запас хода на одной зарядке аккумуляторной батареи — 60 километров. Электродвигатель мощностью 3 кВт.
В 2012 году был выпущен электромобиль EL Lada. Lada Ellada получила практическое применение, в качестве легкового такси, в городе-курорте Кисловодск Ставропольского края. Этот пилотный проект стал первым в России по использованию электромобиля в пассажирских перевозках.
В 2018 году к Чемпионату мира по футболу была выпущена небольшая партия электромобилей Овум, и одновременно с ним был представлен концепт CV-1, но проекты не получили развития.
28 сентября 2022 года на заводе «Моторинвест» в Липецкой области начался выпуск электромобилей Evolute («Эволют»).

23 ноября 2022 на Московском автомобильном заводе стартовало производство «Москвич 3е».

По итогам 2024 года, в России было зарегистрировано 59,6 тысяч электромобилей.
В 2024 году в России было продано 17,8 тысячи электромобилей.

### Статистика продаж до 2024 года
| Производитель  | Модель                   | Выход на рынок | Фото | Продаж за год    | Продаж всего                  | Продаж всего / год | Источник                                        |
| -------------- | ------------------------ | -------------- | ---- | ---------------- | ----------------------------- | ------------------ | ----------------------------------------------- |
| Tesla          | Tesla Model Y            | 03.2020        |      | 1 211 601 (2023) | 3 393 136                     | 09.2024            | [ 109 ] [ 110 ] [ 111 ] [ 112 ] [ 113 ] [ 114 ] |
| Tesla          | Tesla Model 3            | 07.2017        |      | 529 287 (2023)   | 2 627 871                     | 09.2024            | [ 109 ] [ 110 ] [ 115 ] [ 111 ] [ 114 ]         |
| SAIC-GM-Wuling | Wuling Hongguang Mini EV | 07.2020        |      | 261 141 (2024)   | 1 426 929                     | 12.2024            | [ 109 ] [ 110 ] [ 111 ] [ 116 ] [ 117 ]         |
| BYD            | BYD Yuan Plus/ Atto 3    | 02.2022        |      | 309 536 (2024)   | 923 796                       | 12.2024            | [ 117 ] [ 118 ] [ 119 ]                         |
| BYD            | BYD Dolphin              | 08.2021        |      | 198 320 (2024)   | 800 754                       | 12.2024            | [ 109 ] [ 111 ] [ 120 ] [ 121 ] [ 119 ]         |
| BYD            | BYD Seagull              | 04.2023        |      | 479 294 (2024)   | 759 511                       | 12.2024            | [ 121 ] [ 119 ]                                 |
| Nissan         | Nissan Leaf              | 12.2010        |      | 64 201 (2021)    | ~650 000                      | 07.2023            | [ 110 ] [ 122 ]                                 |
| GAC Group      | Aion S                   | 05.2019        |      | 122 793 (2024)   | 608 162                       | 12.2024            | [ 109 ] [ 110 ] [ 111 ] [ 123 ] [ 124 ] [ 118 ] |
| BYD            | BYD Qin EV               | 03.2016        |      | 142 330 (2024)   | 596 487                       | 12.2024            | [ 118 ] [ 117 ] [ 125 ] [ 126 ] [ 127 ]         |
| GAC Group      | Aion Y                   | 04.2021        |      | 145 152 (2024)   | 528 502                       | 12.2024            | [ 118 ] [ 117 ] [ 125 ]                         |
| Volkswagen     | Volkswagen ID.4          | 09.2020        |      | 192 686 (2023)   | 493 219                       | 12.2023            | [ 109 ] [ 110 ] [ 128 ] [ 114 ]                 |
| BYD            | BYD Han EV               | 03.2020        |      | 89 177 (2024)    | 456 306                       | 12.2024            | [ 118 ] [ 117 ] [ 125 ] [ 126 ]                 |
| SAIC-GM-Wuling | Wuling Binguo            | 02.2023        |      | 191 298 (2024)   | 425 033                       | 12.2024            | [ 129 ] [ 130 ]                                 |
| Renault        | Renault Zoe              | 12.2012        |      | 40 544 (2022)    | 413 975 (Снят с производства) | 06.2023            | [ 131 ] [ 132 ] [ 133 ]                         |
| Hyundai        | Hyundai Kona Electric    | 05.2018        |      | 52 628 (2024)    | 382 271                       | 12.2024            | [ 134 ]                                         |
| Hyundai        | Hyundai Ioniq 5          | 03.2021        |      | 93 396 (2024)    | 373 826                       | 12.2024            | [ 134 ]                                         |
| Chery          | Chery eQ1                | 11.2014        |      | 30 310 (2024)    | 368 361                       | 12.2024            | [ 135 ] [ 136 ] [ 137 ] [ 126 ]                 |
| Tesla          | Tesla Model S            | 06.2012        |      | ~35 000 (2022)   | ~363 900                      | 12.2022            | [ 138 ]                                         |
| Changan        | Changan Lumin            | 04.2022        |      | 141 246 (2024)   | 355 994                       | 12.2024            | [ 126 ]                                         |
| Volkswagen     | Volkswagen ID.3          | 09.2019        |      | 139 268 (2023)   | 325 770                       | 12.2023            | [ 139 ] [ 140 ] [ 141 ] [ 114 ]                 |
| Tesla          | Tesla Model X            | 09.2015        |      | 37 449 (2022)    | ~248 800                      | 03.2023            | [ 142 ]                                         |

| Страна                                                                                              | 2005 | 2010 | 2015  | 2016  | 2017  | 2018   | 2019   | 2020   | 2021 | 2022 | 2023 | 2024   | Доля мирового рынка 2024 |
| --------------------------------------------------------------------------------------------------- | ---- | ---- | ----- | ----- | ----- | ------ | ------ | ------ | ---- | ---- | ---- | ------ | ------------------------ |
| Китай                                                                                               | -    | 1,1  | 146,7 | 257,0 | 468,0 | 815,9  | 834,2  | 931,3  | 2734 | 4400 | 5400 | 6400   | 58 %                     |
| Европейский союз *                                                                                  | -    | -    | 49    | 54    | 85    | 140    | 250    | 540    | 890  | 1200 | 1600 | 1500   | 13,6 %                   |
| США                                                                                                 | 1,1  | 1,2  | 71,0  | 86,7  | 104,5 | 238,8  | 241,9  | 231,1  | 466  | 800  | 1100 | 1200   | 10,9 %                   |
| Канада                                                                                              | -    | -    | 4,4   | 5,2   | 8,7   | 22,7   | 32,4   | 36,9   | 59   | 91   | 130  | 190    | 1,7 %                    |
| Республика Корея                                                                                    | -    | 0,06 | 3,1   | 4,7   | 14,0  | 55,5   | 33,4   | 31,3   | 72   | 120  | 120  | 120    | 1,3 %                    |
| Индонезия                                                                                           | -    | -    | -     | -     | 3,8   | 13     | 35     | 41     | 80   | 120  | 63   | 100    | 0,9 %                    |
| Турция                                                                                              | -    | -    | -     | -     | -     | -      | 0,23   | 0,89   | 3    | 7    | 66   | 99     | 0,9 %                    |
| Индия                                                                                               | -    | 0,45 | 0,45  | 0,73  | 0,92  | 0,92   | 0,68   | 3,1    | 12   | 48   | 82   | 92     | 0,8 %                    |
| Австралия                                                                                           | -    | 0,05 | 0,8   | 0,7   | 1,2   | 1,8    | 6,3    | 5,2    | 17   | 33   | 87   | 91     | 0,8 %                    |
| Таиланд                                                                                             | -    | -    | -     | -     | -     | -      | 0,7    | 1,3    | 1,9  | 9,9  | 77   | 71     | 0,6 %                    |
| Израиль                                                                                             | -    | -    | -     | -     | 0,13  | 0,13   | 0,85   | 1,5    | 11   | 27   | 49   | 69     | 0,6 %                    |
| Вьетнам                                                                                             | -    | -    | -     | -     | -     | -      | -      | -      | 0,1  | 7,3  | 32   | 69     | 0,6 %                    |
| Бразилия                                                                                            | -    | -    | -     | -     | 0,14  | 0,18   | 0,54   | 0,8    | 2,9  | 8,5  | 19   | 62     | 0,6 %                    |
| Япония                                                                                              | -    | 2,4  | 10,5  | 15,3  | 18,1  | 26,5   | 21,3   | 14,6   | 22   | 61   | 88   | 60     | 0,5 %                    |
| Новая Зеландия                                                                                      | -    | 0,01 | 0,3   | 1,2   | 2,9   | 4,4    | 5,3    | 3,9    | 6,8  | 19   | 26   | 6,3    | 0,06 %                   |
| ОАЭ                                                                                                 | -    | -    | -     | -     | -     | -      | -      | 0,63   | 2,1  | 15   | 23   |        |                          |
| Мир                                                                                                 | 1,9  | 10,5 | 412,1 | 557,6 | 896,4 | 1572,8 | 1906,3 | 2754,8 | 4899 | 7300 | 9500 | 11 000 | 100 %                    |
| * Страны Евросоюза не представлены по отдельности. Источник: Международное энергетическое агентство |      |      |       |       |       |        |        |        |      |      |      |        |                          |

| Страна                                                                                              | 2005 | 2010 | 2015  | 2016   | 2017   | 2018   | 2019   | 2020   | 2021   | 2022   | 2023   | 2024   | % 2024 |
| --------------------------------------------------------------------------------------------------- | ---- | ---- | ----- | ------ | ------ | ------ | ------ | ------ | ------ | ------ | ------ | ------ | ------ |
| Китай                                                                                               | -    | 1,6  | 206,1 | 463,1  | 931,1  | 1747,0 | 2581,2 | 3512,5 | 6200   | 10 700 | 16 000 | 23 000 | 59 %   |
| Европейский союз *                                                                                  | -    | 4,9  | 120   | 170    | 250    | 370    | 610    | 1100   | 2000   | 3000   | 4600   | 6000   | 15,4 % |
| США                                                                                                 | 1,1  | 3,8  | 210,3 | 297,1  | 401,5  | 640,4  | 882,3  | 1138,7 | 1300   | 2100   | 3500   | 4700   | 12,1 % |
| Канада                                                                                              | -    | -    | 9,7   | 14,9   | 23,6   | 46,3   | 78,7   | 127,5  | 190    | 280    | 380    | 620    | 1,6 %  |
| Республика Корея                                                                                    | -    | 0,06 | 5,8   | 10,4   | 24,4   | 54,9   | 88,4   | 119,7  | 190    | 300    | 460    | 540    | 1,4 %  |
| Япония                                                                                              | -    | 3,5  | 79,1  | 88,2   | 102,0  | 112,2  | 122,1  | 136,7  | 160    | 210    | 290    | 340    | 0,9 %  |
| Австралия                                                                                           | -    | 0,05 | 1,5   | 2,2    | 3,4    | 5,2    | 11,5   | 16,7   | 34     | 67     | 150    | 250    | 0,6 %  |
| Индия                                                                                               | -    | 0,9  | 4,4   | 4,8    | 7,0    | 9,1    | 11,2   | 12,7   | 23     | 72     | 150    | 240    | 0,6 %  |
| Турция                                                                                              | -    | -    | 0,37  | 0,42   | 0,5    | 0,65   | 1,3    | 2,9    | 6,8    | 14     | 77     | 180    | 0,5 %  |
| Израиль                                                                                             | -    | -    | 1,2   | 1,2    | 1,4    | 1,5    | 2,2    | 3,8    | 15     | 44     | 77     | 160    | 0,4 %  |
| Таиланд                                                                                             | -    | -    | -     | -      | -      | -      | -      | -      | 0,2    | 2,2    | 14     | 160    | 0,4 %  |
| Вьетнам                                                                                             | -    | -    | -     | -      | -      | -      | -      | -      | 0,1    | 7,4    | 39     | 110    | 0,3 %  |
| Бразилия                                                                                            | -    | -    | -     | 0,12   | 0,25   | 0,35   | 0,9    | 1,6    | 4,4    | 13     | 33     | 94     | 0,2 %  |
| Новая Зеландия                                                                                      | -    | 0,01 | 0,5   | 1,6    | 4,6    | 8,9    | 13,3   | 17,1   | 26     | 46     | 70     | 78     | 0,2 %  |
| Индонезия                                                                                           | -    | -    | -     | -      | -      | -      | -      | 0,4    | 1,7    | 12     | 29     | 78     | 0,2 %  |
| Мир                                                                                                 | 1,9  | 23,9 | 938,4 | 1485,9 | 2361,1 | 3889,7 | 5729,3 | 8609,7 | 11 200 | 18 300 | 28 000 | 39 000 | 100 %  |
| * Страны Евросоюза не представлены по отдельности. Источник: Международное энергетическое агентство |      |      |       |        |        |        |        |        |        |        |        |        |        |

| Страна                                                                                       | 2016    | 2017    | 2018    | 2019    | 2020    | 2021   | 2022   | 2023   | 2024   |
| -------------------------------------------------------------------------------------------- | ------- | ------- | ------- | ------- | ------- | ------ | ------ | ------ | ------ |
| Норвегия                                                                                     | 15,5 %  | 20,8 %  | 30,9 %  | 42,5 %  | 54,5 %  | 63,9 % | 79,5 % | 82,4 % | 88,9 % |
| Исландия                                                                                     | 1,8 %   | 3,9 %   | 4,2 %   | 8,0 %   | 27,0 %  | 33,7 % | 40,6 % | 50,1 % | 26,0 % |
| Швеция                                                                                       | 0,8 %   | 1,1 %   | 1,9 %   | 4,3 %   | 9,5 %   | 18,2 % | 31,8 % | 38,7 % | 35,0 % |
| Дания                                                                                        | 0,6 %   | 0,3 %   | 0,7 %   | 2,5 %   | 7,0 %   | 13,5 % | 21,2 % | 36,3 % | 51,3 % |
| Финляндия                                                                                    | 0,2 %   | 0,4 %   | 0,6 %   | 1,7 %   | 4,4 %   | 10,3 % | 18,4 % | 33,8 % | 29,5 % |
| Нидерланды                                                                                   | 1,1 %   | 2,2 %   | 5,5 %   | 13,9 %  | 20,7 %  | 20,2 % | 23,9 % | 30,7 % | 34,7 % |
| Китай                                                                                        | 1,2 %   | 1,9 %   | 3,7 %   | 3,9 %   | 4,7 %   | 13,3 % | 21,6 % | 24,7 % | 27,7 % |
| Люксембург                                                                                   | -       | -       | -       | 1,8 %   | 5,3 %   | 10,2 % | 15,2 % | 22,5 % | 27,4 % |
| Швейцария                                                                                    | 1,0 %   | 1,5 %   | 1,7 %   | 4,2 %   | 8,2 %   | 13,6 % | 16,9 % | 20,9 % | 19,3 % |
| Австрия                                                                                      | 1,1 %   | 1,5 %   | 1,9 %   | 2,8 %   | 6,4 %   | 13,8 % | 15,9 % | 19,9 % | 17,6 % |
| Бельгия                                                                                      | 0,4 %   | 0,5 %   | 0,7 %   | 1,6 %   | 3,5 %   | 5,8 %  | 10,2 % | 19,6 % | 28,5 % |
| Германия                                                                                     | 0,3 %   | 0,7 %   | 1,0 %   | 1,7 %   | 6,3 %   | 13,6 % | 17,6 % | 18,4 % | 13,5 % |
| Португалия                                                                                   | 0,4 %   | 0,8 %   | 1,8 %   | 3,1 %   | 5,5 %   | 9,0 %  | 11,6 % | 18,2 % | 19,9 % |
| Израиль                                                                                      | 0,0 %   | 0,0 %   | 0,0 %   | 0,3 %   | 0,6 %   | 3,1 %  | 8,2 %  | 17,9 % | 24,7 % |
| Франция                                                                                      | 1,1 %   | 1,2 %   | 1,4 %   | 1,9 %   | 6,5 %   | 10,1 % | 13,0 % | 16,8 % | 16,9 % |
| Великобритания                                                                               | 0,4 %   | 0,5 %   | 0,7 %   | 1,6 %   | 6,8 %   | 11,6 % | 16,8 % | 16,4 % | 19,6 % |
| Ирландия                                                                                     | -       | 0,5 %   | 1,0 %   | 2,9 %   | 4,5 %   | 8,2 %  | 14,9 % | 18,7 % | 14,4 % |
| Европейский союз                                                                             | -       | -       | -       | -       | -       | -      | 12,1 % | 14,6 % | 13,6 % |
| Мир                                                                                          | 0,5 %   | 0,9 %   | 1,6 %   | 1,9 %   | 2,8 %   | 6,2 %  | 10,0 % | 12,4 % |        |
| Коста-Рика                                                                                   | < 0,1 % | < 0,1 % | 0,6 %   | 1,5 %   | 2,7 %   | 3,9 %  | 5,5 %  | 12,0 % |        |
| ОАЭ                                                                                          | < 0,1 % | < 0,1 % | < 0,1 % | < 0,1 % | 0,5 %   | 1,3 %  | 8,7 %  | 10,3 % |        |
| Канада                                                                                       | 0,3 %   | 0,5 %   | 1,4 %   | 2,0 %   | 3,0 %   | 4,4 %  | 7,0 %  | 9,9 %  | 10,9 % |
| Новая Зеландия                                                                               | 0,4 %   | 1,0 %   | 1,5 %   | 2,2 %   | 2,0 %   | 2,4 %  | 8,8 %  | 9,6 %  |        |
| Турция                                                                                       | < 0,1 % | < 0,1 % | 1,5 %   | 2,2 %   | 1,0 %   | 0,4 %  | 1,0 %  | 9,6 %  |        |
| США                                                                                          | 0,5 %   | 0,6 %   | 1,3 %   | 1,6 %   | 1,7 %   | 3,4 %  | 6,2 %  | 7,2 %  | 7,9 %  |
| Латвия                                                                                       | 0,2 %   | 0,2 %   | 0,5 %   | 0,5 %   | 2,6 %   | 3,9 %  | 6,4 %  | 8,9 %  | 7,3 %  |
| Австралия                                                                                    | 0,1 %   | 0,1 %   | 0,2 %   | 0,8 %   | 0,8 %   | 2,3 %  | 4,3 %  | 7,2 %  | 7,2 %  |
| Венгрия                                                                                      | 0,2 %   | 0,6 %   | 0,9 %   | 1,2 %   | 2,3 %   | 3,5 %  | 4,2 %  | 5,4 %  | 7,0 %  |
| Румыния                                                                                      | < 0,1 % | 0,2 %   | 0,5 %   | 0,9 %   | 2,3 %   | 5,2 %  | 9,0 %  | 10,6 % | 6,5 %  |
| Греция                                                                                       | < 0,1 % | < 0,1 % | < 0,1 % | 0,2 %   | 0,8 %   | 2,2 %  | 2,7 %  | 4,7 %  | 6,4 %  |
| Словения                                                                                     | 0,2 %   | 0,4 %   | 0,6 %   | 0,3 %   | 3,0 %   | 3,2 %  | 4,9 %  | 8,9 %  | 5,9 %  |
| Литва                                                                                        | 0,3 %   | 0,2 %   | -       | 0,4 %   | 1,1 %   | 3,8 %  | 5,3 %  | 7,5 %  | 5,9 %  |
| Республика Корея                                                                             | 0,3 %   | 0,9 %   | 3,3 %   | 2,0 %   | 2,0 %   | 4,9 %  | 8,6 %  | 7 %    |        |
| Испания                                                                                      | 0,2 %   | 0,3 %   | 0,5 %   | 0,8 %   | 2,1 %   | 2,8 %  | 3,6 %  | 5,4 %  | 5,6 %  |
| Эстония                                                                                      | 0,2 %   | 0,1 %   | 0,3 %   | 0,3 %   | 2,1 %   | 1,5 %  | 3,4 %  | 6,3 %  | 5,2 %  |
| Чехия                                                                                        | < 0,1 % | 0,1 %   | 0,3 %   | 0,3 %   | 1,6 %   | 1,3 %  | 2,1 %  | 3,0 %  | 4,7 %  |
| Италия                                                                                       | -       | -       | -       | -       | 2,4 %   | 4,6 %  | 3,8 %  | 4,3 %  | 4,2 %  |
| Болгария                                                                                     | < 0,1 % | 0,2 %   | 0,6 %   | 0,5 %   | -       | 1,7 %  | 2,9 %  | 4,8 %  | 3,9 %  |
| Бразилия                                                                                     | < 0,1 % | < 0,1 % | < 0,1 % | < 0,1 % | < 0,1 % | 0,2 %  | 0,6 %  | 1,1 %  | 3,1 %  |
| Польша                                                                                       | < 0,1 % | < 0,1 % | 0,1 %   | 0,3 %   | 0,9 %   | 1,6 %  | 2,7 %  | 3,6 %  | 3,0 %  |
| Хорватия                                                                                     | -       | -       | -       | 0,3 %   | 1,5 %   | 3,0 %  | 3,1 %  | 2,8 %  | 2,8 %  |
| Словакия                                                                                     | < 0,1 % | 0,2 %   | 0,3 %   | 0,2 %   | 1,2 %   | 1,4 %  | 1,8 %  | 2,7 %  | 2,4 %  |
| Япония                                                                                       | 0,3 %   | 0,4 %   | 0,6 %   | 0,5 %   | 0,4 %   | 0,6 %  | 1,7 %  | 2,3 %  |        |
| Колумбия                                                                                     | < 0,1 % | < 0,1 % | 0,1 %   | 0,4 %   | 0,3 %   | 0,4 %  | 0,9 %  | 2,3 %  |        |
| Индия                                                                                        | < 0,1 % | < 0,1 % | < 0,1 % | < 0,1 % | 0,1 %   | 0,3 %  | 1,2 %  | 2,0 %  |        |
| Мексика                                                                                      | < 0,1 % | < 0,1 % | < 0,1 % | < 0,1 % | 0,2 %   | 0,3 %  | 0,5 %  | 1,1 %  |        |
| Источники: ACEA 2022, 2023, 2024, Международное энергетическое агентство, open-ev-charts.org |         |         |         |         |         |        |        |        |        |